# Sân vận động Gelora Sriwijaya
Sân vận động Gelora Sriwijaya (tiếng Indonesia: Stadion Gelora Sriwijaya; tên chính thức là "Sân vận động Sriwijaya Sports Arena"), còn được gọi là Sân vận động Jakabaring, là một sân vận động đa năng nằm trong khu liên hợp Thành phố Thể thao Jakabaring ở Palembang, Nam Sumatra, Indonesia. Sân hiện đang được sử dụng chủ yếu cho các trận đấu bóng đá. Sân vận động có sức chứa 23.000 khán giả. Công việc xây dựng được bắt đầu vào năm 2001 và hoàn thành vào năm 2004 để tổ chức Đại hội Thể thao Quốc gia Indonesia 2004. Sân ban đầu có tên gọi là sân vận động Jakabaring theo vị trí của sân vận động này ở ngoại ô phía nam Palembang. Tuy nhiên sau đó, sân được đổi tên thành "Gelora Sriwijaya", để vinh danh đế quốc Srivijaya của Indonesia vào thế kỷ thứ 7—13. Trận đấu tranh hạng ba của Cúp bóng đá châu Á 2007 được tổ chức tại sân vận động này. Đây là sân nhà của câu lạc bộ bóng đá Sriwijaya.

## Thiết kế
Sức chứa của sân là 40.000 khán giả, với bốn khán đài (A, B, C, và D) xung quanh mặt sân chính. Kích thước mặt sân là 68 x 105 mét, xung quanh là tám làn chạy dành cho môn điền kinh. Hai khán đài phía tây và đông (A và B) có hai vòm thép lớn. Hai mái vòm này có màu xanh và được thiết kế giống như hai cánh buồm của tàu biển, qua đó biểu trưng cho sức mạnh hàng hải của vương quốc Sriwijaya. Các bức tường ngoài chính ở phía tây và đông dược trang trí với họa tiết của vải songket, một nét đặc trưng của Palembang. Bảng hiện thị tỉ số nằm ở phía nam của sân (khán đài D), trong khi vạc lửa nằm ở mặt nam của bãi cỏ chính, giữa sân thi đấu bóng đá và làn chạy điền kinh. Sân vận động này cũng có ba bãi cỏ chất lượng khác.

## Sự kiện thể thao

### Quốc tế
- Giải Trẻ AFF U-20 2005
- Cúp bóng đá châu Á 2007 bảng D gồm các trận Ả Rập Xê Út và Bahrain và trận tranh giải ba giữa Nhật Bản và Hàn Quốc
- Sân nhà của Sriwijaya F.C. trong Cúp các đội vô địch bóng đá quốc gia châu Á 2009
- Giải vô địch bóng đá Đông Nam Á 2010.
- Nơi đăng cai chính Đại hội Thể thao Đông Nam Á 2011.

Đại hội Thể thao Đông Nam Á 2011 sẽ được tổ chức vào tháng 11 năm 2011, sân vận động này sẽ được sử dụng cùng với 7 địa điểm khác trong và ngoài phạm vi sân để phục vụ các môn trượt banh, leo tường, lướt ván trên nước, bóng chuyền bãi biển, pentaque, bóng chày và softball (bóng chày mềm).

## Các trận đấu quốc tế được tổ chức
| Ngày                 | Giải đấu         | Đội tuyển | Kết quả | Đội tuyển         | Khán giả |
| -------------------- | ---------------- | --------- | ------- | ----------------- | -------- |
| 30 tháng 6 năm 2007  | Giao hữu quốc tế | Indonesia | 2–1     | Liberia XI        | N/A      |
| 21 tháng 11 năm 2010 | Giao hữu quốc tế | Indonesia | 6–0     | Đông Timor        | N/A      |
| 24 tháng 11 năm 2010 | Giao hữu quốc tế | Indonesia | 2–0     | Đài Bắc Trung Hoa | N/A      |

## Kết quả giải đấu

### Giải vô địch bóng đá U20 Đông Nam Á 2005
| Ngày                | Thời gian (UTC+07) | Đội #1     | Kết quả         | Đội #2     | Vòng                   | Khán giả |
| ------------------- | ------------------ | ---------- | --------------- | ---------- | ---------------------- | -------- |
| 5 tháng 8 năm 2005  | 16:00              | Indonesia  | 1–2             | Thái Lan   | Vòng bảng              | N/A      |
| 5 tháng 8 năm 2005  | 18:45              | Brunei     | 0–3             | Myanmar    | Vòng bảng              | N/A      |
| 6 tháng 8 năm 2005  | 16:00              | Việt Nam   | 1–1             | Lào        | Vòng bảng              | N/A      |
| 6 tháng 8 năm 2005  | 18:45              | Maldives   | 2–2             | Đông Timor | Vòng bảng              | N/A      |
| 7 tháng 8 năm 2005  | 16:00              | Indonesia  | 5–0             | Brunei     | Vòng bảng              | N/A      |
| 7 tháng 8 năm 2005  | 18:45              | Malaysia   | 3–1             | Thái Lan   | Vòng bảng              | N/A      |
| 8 tháng 8 năm 2005  | 16:00              | Lào        | 2–0             | Maldives   | Vòng bảng              | N/A      |
| 8 tháng 8 năm 2005  | 18:45              | Singapore  | 0–0             | Việt Nam   | Vòng bảng              | N/A      |
| 9 tháng 8 năm 2005  | 16:00              | Thái Lan   | 0–1             | Myanmar    | Vòng bảng              | N/A      |
| 9 tháng 8 năm 2005  | 18:45              | Malaysia   | 3–3             | Indonesia  | Vòng bảng              | N/A      |
| 10 tháng 8 năm 2005 | 16:00              | Việt Nam   | 6–2             | Đông Timor | Vòng bảng              | N/A      |
| 10 tháng 8 năm 2005 | 18:45              | Singapore  | 0–1             | Lào        | Vòng bảng              | N/A      |
| 11 tháng 8 năm 2005 | 16:00              | Brunei     | 1–10            | Thái Lan   | Vòng bảng              | N/A      |
| 11 tháng 8 năm 2005 | 18:45              | Myanmar    | 2–1             | Malaysia   | Vòng bảng              | N/A      |
| 12 tháng 8 năm 2005 | 16:00              | Maldives   | 0–4             | Việt Nam   | Vòng bảng              | N/A      |
| 12 tháng 8 năm 2005 | 18:45              | Đông Timor | 1–3             | Singapore  | Vòng bảng              | N/A      |
| 13 tháng 8 năm 2005 | 15:45              | Indonesia  | 4–3             | Myanmar    | Vòng bảng              | N/A      |
| 14 tháng 8 năm 2005 | 16:00              | Singapore  | 2–1             | Maldives   | Vòng bảng              | N/A      |
| 14 tháng 8 năm 2005 | 18:45              | Đông Timor | 0–4             | Lào        | Vòng bảng              | N/A      |
| 17 tháng 8 năm 2005 | 16:00              | Myanmar    | 1–1 (5–4 ph.đ.) | Việt Nam   | Bán kết                | N/A      |
| 17 tháng 8 năm 2005 | 19:15              | Lào        | 1–2             | Malaysia   | Bán kết                | N/A      |
| 19 tháng 8 năm 2005 | 16:00              | Việt Nam   | 1–4             | Lào        | Play-off tranh hạng ba | N/A      |
| 19 tháng 8 năm 2005 | 19:00              | Myanmar    | 1–0             | Malaysia   | Chung kết              | N/A      |

### Cúp bóng đá châu Á 2007
| Ngày                | Thời gian (UTC+07) | Đội #1      | Kết quả                | Đội #2   | Vòng                   | Khán giả |
| ------------------- | ------------------ | ----------- | ---------------------- | -------- | ---------------------- | -------- |
| 18 tháng 7 năm 2007 | 17:15              | Ả Rập Xê Út | 4–0                    | Bahrain  | Bảng D                 | 500      |
| 28 tháng 7 năm 2007 | 19:30              | Hàn Quốc    | 0–0 (h.p.) (6–5 ph.đ.) | Nhật Bản | Play-off tranh hạng ba | 10.000   |

### Giải vô địch bóng đá Đông Nam Á 2010
| Ngày                | Thời gian (UTC+07) | Đội #1   | Kết quả | Đội #2 | Vòng      | Khán giả |
| ------------------- | ------------------ | -------- | ------- | ------ | --------- | -------- |
| 7 tháng 12 năm 2010 | 19:30              | Malaysia | 5–1     | Lào    | Vòng bảng | N/A      |

### Đại hội Thể thao Đoàn kết Hồi giáo 2013
| Ngày                | Thời gian (UTC+07) | Đội #1      | Kết quả                | Đội #2      | Vòng                  | Khán giả |
| ------------------- | ------------------ | ----------- | ---------------------- | ----------- | --------------------- | -------- |
| 19 tháng 9 năm 2013 | 15:30              | Ả Rập Xê Út | 1–1                    | Syria       | Vòng bảng             | N/A      |
| 19 tháng 9 năm 2013 | 20:45              | Indonesia   | 1–0                    | Maroc       | Vòng bảng             | N/A      |
| 23 tháng 9 năm 2013 | 15:30              | Thổ Nhĩ Kỳ  | 1–1                    | Ả Rập Xê Út | Vòng bảng             | N/A      |
| 23 tháng 9 năm 2013 | 19:00              | Maroc       | 3–1                    | Palestine   | Vòng bảng             | N/A      |
| 25 tháng 9 năm 2013 | 15:30              | Ả Rập Xê Út | 2–2                    | Iraq        | Vòng bảng             | N/A      |
| 25 tháng 9 năm 2013 | 20:45              | Palestine   | 2–1                    | Indonesia   | Vòng bảng             | N/A      |
| 27 tháng 9 năm 2013 | 15:30              | Thổ Nhĩ Kỳ  | 0–0 (h.p.) (6–7 ph.đ.) | Indonesia   | Bán kết               | N/A      |
| 27 tháng 9 năm 2013 | 19:30              | Maroc       | 1–0 (h.p.)             | Ả Rập Xê Út | Bán kết               | N/A      |
| 29 tháng 9 năm 2013 | 15:30              | Thổ Nhĩ Kỳ  | 2–1                    | Ả Rập Xê Út | Tranh huy chương đồng | N/A      |
| 29 tháng 9 năm 2013 | 20:45              | Indonesia   | 1–2                    | Maroc       | Tranh huy chương vàng | N/A      |

### Giải vô địch bóng đá nữ Đông Nam Á 2018
| Ngày                | Thời gian (UTC+07) | Đội #1      | Kết quả | Đội #2      | Vòng          | Khán giả |
| ------------------- | ------------------ | ----------- | ------- | ----------- | ------------- | -------- |
| 1 tháng 7 năm 2018  | 16:00              | Philippines | 0–4     | Myanmar     | Vòng bảng     | 150      |
| 1 tháng 7 năm 2018  | 19:00              | Singapore   | 0–0     | Indonesia   | Vòng bảng     | 200      |
| 3 tháng 7 năm 2018  | 16:00              | Indonesia   | 0–6     | Việt Nam    | Vòng bảng     | 100      |
| 3 tháng 7 năm 2018  | 19:00              | Singapore   | 0–3     | Philippines | Vòng bảng     | 100      |
| 5 tháng 7 năm 2018  | 16:00              | Việt Nam    | 10–0    | Singapore   | Vòng bảng     | 50       |
| 5 tháng 7 năm 2018  | 19:00              | Myanmar     | 6–1     | Indonesia   | Vòng bảng     | 200      |
| 7 tháng 7 năm 2018  | 16:00              | Myanmar     | 7–0     | Singapore   | Vòng bảng     | 100      |
| 7 tháng 7 năm 2018  | 19:00              | Philippines | 0–5     | Việt Nam    | Vòng bảng     | 50       |
| 9 tháng 7 năm 2018  | 16:00              | Indonesia   | 3–3     | Philippines | Vòng bảng     | 50       |
| 9 tháng 7 năm 2018  | 19:00              | Việt Nam    | 4–3     | Myanmar     | Vòng bảng     | 100      |
| 11 tháng 7 năm 2018 | 16:00              | Việt Nam    | 2–4     | U20 Úc      | Bán kết       | 100      |
| 13 tháng 7 năm 2018 | 16:00              | Myanmar     | 0–3     | Việt Nam    | Tranh hạng ba | N/A      |
| 13 tháng 7 năm 2018 | 19:00              | Thái Lan    | 3–2     | U20 Úc      | Chung kết     | N/A      |

### Môn bóng đá nữ Đại hội Thể thao châu Á 2018
| Ngày                | Thời gian (UTC+07) | Đội #1            | Kết quả                | Đội #2            | Vòng                  | Khán giả |
| ------------------- | ------------------ | ----------------- | ---------------------- | ----------------- | --------------------- | -------- |
| 16 tháng 8 năm 2018 | 15:00              | Hàn Quốc          | 2–1                    | Đài Bắc Trung Hoa | Bảng A                | N/A      |
| 16 tháng 8 năm 2018 | 18:30              | Indonesia         | 6–0                    | Maldives          | Bảng A                | N/A      |
| 17 tháng 8 năm 2018 | 18:30              | Trung Quốc        | 7–0                    | Hồng Kông         | Bảng B                | N/A      |
| 19 tháng 8 năm 2018 | 15:00              | Maldives          | 0–8                    | Hàn Quốc          | Bảng A                | N/A      |
| 19 tháng 8 năm 2018 | 18:30              | Đài Bắc Trung Hoa | 4–0                    | Indonesia         | Bảng A                | N/A      |
| 20 tháng 8 năm 2018 | 18:30              | Tajikistan        | 0–16                   | Trung Quốc        | Bảng B                | N/A      |
| 21 tháng 8 năm 2018 | 15:00              | Nhật Bản          | 7–0                    | Việt Nam          | Bảng C                | N/A      |
| 21 tháng 8 năm 2018 | 18:30              | Indonesia         | 0–12                   | ' Hàn Quốc        | Bảng A                | N/A      |
| 22 tháng 8 năm 2018 | 18:30              | CHDCND Triều Tiên | 0–2                    | ' Trung Quốc      | Bảng B                | N/A      |
| 24 tháng 8 năm 2018 | 16:00              | Hàn Quốc          | 5–0                    | Hồng Kông         | Tứ kết                | N/A      |
| 24 tháng 8 năm 2018 | 19:30              | Đài Bắc Trung Hoa | 0–0 (h.p.) (4–3 ph.đ.) | Việt Nam          | Tứ kết                | N/A      |
| 25 tháng 8 năm 2018 | 16:00              | Nhật Bản          | 2–1                    | CHDCND Triều Tiên | Tứ kết                | N/A      |
| 25 tháng 8 năm 2018 | 19:30              | Trung Quốc        | 5–0                    | Thái Lan          | Tứ kết                | N/A      |
| 28 tháng 8 năm 2018 | 16:00              | Hàn Quốc          | 1–2                    | ' Nhật Bản        | Bán kết               | N/A      |
| 28 tháng 8 năm 2018 | 19:30              | Đài Bắc Trung Hoa | 0–1                    | ' Trung Quốc      | Bán kết               | N/A      |
| 31 tháng 8 năm 2018 | 15:00              | Hàn Quốc          | 4–0                    | Đài Bắc Trung Hoa | Tranh huy chương đồng | N/A      |
| 31 tháng 8 năm 2018 | 19:30              | Nhật Bản          | 1–0                    | Trung Quốc        | Tranh huy chương vàng | N/A      |

### Quốc gia
- Lễ khai mạc và bế mạc cũng như các trận đấu môn bóng đá tại Đại hội Thể thao Quốc gia Indonesia 2004.[6]